# Overbos (Hoofddorp)

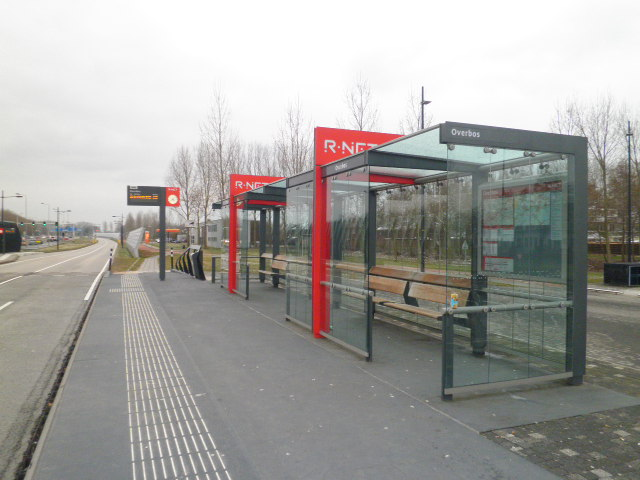
Bushalte Overbos (oude naam, sinds 9 december 2018 hernoemd naar Overbos Noord)

Overbos is een woonwijk in de plaats Hoofddorp in de gemeente Haarlemmermeer. De straatnamen in de wijk kenmerken zich doordat elke straat eindigt met 'bos', zoals Liesbos, Vijverbos en Zandbos. In januari 2009 telde de wijk 10.733 inwoners.
Het winkelcentrum van de wijk Overbos, 't Paradijs, is in 2010 gerenoveerd en uitgebreid. Dit in verband met het groeiend aantal inwoners in de nabijgelegen Vinex-wijk Floriande.

## Bereikbaarheid

### Wegen
- N201: Kruisweg.
- Van Heuven Goedhartlaan via Bornholm.

### Openbaar vervoer
- Aan de noordelijke rand van Overbos is de bushalte Overbos Noord te vinden. Deze halte wordt bediend door buslijnen 300 en 340.
- Aan de zuidelijke rand van Overbos is de bushalte Overbos Zuid te vinden. Deze halte wordt bediend door buslijn 341.
- In het hart van Overbos zijn ook 3 bushaltes te vinden die bediend worden door buslijn 169. Deze haltes zijn genaamd Corversbos, Winkelcentrum 't Paradijs en Liesbos.